# Lesão (direito)
O direito do Brasil reconhece lesão, no Código Civil brasileiro, como a autoimposição de uma prestação desproporcional à contraprestação, por força de necessidade ou inexperiência. É considerado um dos defeitos que provocam a anulabilidade do negócio jurídico (artigo 171,II).